# Dareton
Dareton est un village australien situé dans la zone d'administration locale de Wentworth, en Nouvelle-Galles du Sud.

## Géographie
Le village est établi en bordure du Murray, dans le sud du Far West australien en Nouvelle-Galles du Sud, à 1 020 km de Sydney, et est traversé par la Silver City Highway.
Le village vit du tourisme, de la culture de raisins et de fruits secs.

## Démographie
| 2001 | 2006 | 2011 | 2016 | 2021 |
| ---- | ---- | ---- | ---- | ---- |
| 620  | 567  | 516  | 501  | 456  |